# Caldas, Antioquia
Caldas, Antioquia este un municipiu din departamentul Antioquia, Columbia.